# انقلاب 2003 في ساو تومي وبرينسيب
في 16 يوليو 2003، وقعت محاولة انقلاب عسكري في ساو تومي وبرينسيب. قاد الانقلاب الرائد فرناندو بيريرا ضد حكومة الرئيس فراديك دي مينيزيس. زعم قادة الانقلاب أنهم تحركوا للإطاحة بالحكومة للمساعدة في وقف الفقر في المنطقة.

## خلفية
عانت الدولة من عدم الاستقرار السياسي في السابق. قبل أشهر فقط من محاولة الانقلاب عام 2003، حلّ الرئيس مينيزيس البرلمان بسبب خلافات تتعلق بقضايا السلطة الرئاسية. تم حل الوضع بعد مفاوضات بين الجانبين أسفرت عن اتفاق لتنفيذ الإصلاحات بحلول عام 2006.

## تفاصيل الانقلاب
كان الرئيس مينيزيس خارج البلاد، في رحلة خاصة إلى نيجيريا عندما بدأ الانقلاب في 16 يوليو. قاد الانقلاب أعضاء من الجبهة الديمقراطية المسيحية (حزب سياسي بلا مقاعد في البرلمان). وقد ضمت العديد من المتطوعين في كتيبة 32 الجنوب أفريقية. بدأ الانقلاب بسيطرة الجنود على مواقع استراتيجية واعتقال رئيس الوزراء ماريا داس نيفيس ووزير النفط، بعد أن أصيب رئيس الوزراء بنوبة قلبية من تبادل إطلاق النار في منزله. على الرغم من أن الانقلاب قد أثر على ساو تومي، إلا أنه لم يؤثر على جزيرة برينسيبي. في مؤتمر صحفي، زعم بيريرا أن الظروف المعيشية السيئة لأفراد الجيش دفعته إلى التمرد.

## بعد الانقلاب
بدأت المفاوضات بين الحكومة وقادة الانقلاب في اليوم الثاني للانقلاب. وافق المتمردون على التخلي عن السيطرة شريطة أن يحصلوا على عفو من الحكومة وأن تجري انتخابات وتتولى حكومة جديدة مقاليد الأمور. شارك دبلوماسيون من جنوب إفريقيا في المفاوضات مع كتيبة 32 المشاركة في الانقلاب.